# Gustavo Elis
Gustavo Alexander Ramírez Olivo (Caracas, 17 de enero de 1989) más conocido como Gustavo Elis, es cantante, músico, actor, bailarín y compositor venezolano. Gustavo formó parte del dúo musical Gustavo & Rein. Adquirió fama por su personaje de Tavo en la segunda temporada de la telenovela juvenil de Venevisión y Boomerang Latinoamérica, Somos tú y yo.

## Primeros años
Gustavo Elis, nació y creció en la ciudad de Caracas, Venezuela. Durante su niñez, demostró gran interés por el baile; lo que lo llevó con el pasar de los años a desarrollar grandes habilidades y pasos a la hora de bailar. A los diecisiete años de edad, logró pertenecer al grupo musical Cerbatana; hasta que decide retirarse para incursionar en la actuación.
Estuvo relacionado sentimentalmente con las actrices Laura Chimaras y Corina Smith, respectivamente. En diciembre de 2020, retomó su relación con la también actriz; Karlismar Carolina Romero Pérez (1990), luego de ocho años separados. El 31 de mayo de 2021, anunciaron que estaban en la espera de su primer hijo. El 27 de junio, revelaron que esperaban una niña. El 2 de diciembre, nació Bella Elis Ramírez Romero y el 22 de febrero de 2022, celebraron su bautizo; siendo una de las madrinas, Rosmeri Marval. El 17 de febrero de 2023, anunciaron que estaban esperando otro hijo. El 22 de marzo, revelaron que sería otra niña. El 2 de septiembre, nació Ciela Elis Ramírez Romero y el 16 de diciembre de ese año, celebraron su bautizo; siendo el padrino, Arán de las Casas.

## Carrera artística
En 2008, Elis participó en el casting para la segunda temporada de la serie original de Boomerang y Venevisión, Somos tú y yo. Después de una series de pruebas por parte de los productores de la serie, finalmente el cantante consigue quedar seleccionado como parte del proyecto, donde interpretó el personaje antagónico de Gustavo León. La serie fue una coproducción entre la cadena Boomerang y Venevisión. La serie fue transmitida en Latinoamérica, Europa, Medio Oriente y Asia. Elis, participó en la gira nacional en Venezuela para interpretar algunos temas que cantó en la serie, el show en vivo se presentó en el Poliedro de Caracas, con capacidad para 15 500 personas y en la Plaza Monumental Román Eduardo Sandia en Mérida. La serie fue estrenada por primera vez el 27 de junio de 2007 en Venezuela por Venevisión y su último episodio contó con aproximadamente 5.9 millones de espectadores, siendo una de las series más exitosas del canal. La serie se estrenó el 15 de enero de 2008 por Boomerang en Latinoamérica y Europa.
En 2009, fue elegido para participar en la serie, Somos tú y yo, un nuevo día, donde retomó su personaje como Tavo. La serie es un spin-off de Somos tú y yo y fue basada en la película estadounidense Grease. Elis participó en la gira de Somos tú y yo, un nuevo día, que comenzó el 29 de noviembre de 2009 en el Polideportivo de Pueblo Nuevo. La serie se estrenó el 17 de agosto de 2009 por la cadena Boomerang Latinoamérica.

### Gustavo & Rein (2010 - 2014)
En 2010, participó en el reality show, La prueba final, creado por el grupo musical Calle Ciega, que tenía como objetivo elegir a un nuevo integrante para el grupo. Durante el show, conoció a Sixto Rein, quien en ese momento era integrante del grupo musical, con quien se le dio la oportunidad de grabar una canción, después de presentar la canción y ver la aceptación que tuvo entre el público, Sixto decidió dejar definitivamente el grupo y ambos decidieron formar un dúo musical llamado Gustavo & Rein.
En agosto de 2010, Gustavo & Rein lanzaron su primer sencillo promocional, «Me voy de Party». El sencillo logró buena recepción y logró ocupar el primer lugar del Record Report. En octubre de 2010, presentaron su segundo sencillo, «Muevelo». En noviembre de 2010, lanzaron el tema «Tú me tienes», junto al grupo musical Ilegales.
En noviembre de 2010, Gustavo realizó junto a Rein, una participación especial en la serie de Boomerang Latinoamérica, NPS: No puede ser. Después de participar en la serie, anunciaron el lanzamiento de su segundo proyecto discográfico. En 2012, fue lanzando el primer sencillo de su segundo álbum musical, «Quisiera decirte».
En 2014, después de cinco años, Gustavo & Rein decidieron separarse y ambos continuar con su carrera como solistas.

### Debut solista (2014 - actualidad)
El 28 de noviembre de 2014, lanzó su primera producción discográfica, Parte de mi, que contiene ritmos tropicales urbanos. Ese mismo año, firmó contrato con afamados productores internacionales, entre los que se encuentra Luny Tunes.
El 25 de abril de 2015, Elis presentó su primer tema como solista «Solo eres tú». Solo eres tú incluye una variada fusión de sonidos entre ellos, merengue, fue compuesto por Rey Bastidas y Ángel Alayón.
El 22 de julio de 2020, Gustavo estrenó el video de «No Fui El Mejor». Canción escrita por el mismo Elis junto a Say, Rey Díaz y la producción de Efren Feeling Music. Al año siguiente, publicó una canción para su hija, y colaboró con distintos artistas urbanos como Químico Ultra Mega, Baby Blue, Luigui Bleand, entre otros

## Filmografía

### Televisión
| Año  | Título                      | Personaje           | Notas                 |
| ---- | --------------------------- | ------------------- | --------------------- |
| 2008 | Somos tú y yo               | Gustavo "Tavo"      | Antagonista principal |
| 2009 | Somos tú y yo, un nuevo día | Gustavo "Tavo" León | Coprotagonista        |
| 2010 | NPS: No puede ser           | Él mismo            | Invitado especial     |